# Negreta de pissarra
La negreta de pissarra, o blackboard bold en anglès, és una tipografia utilitzada com a notació matemàtica que es caracteritza per la duplicació de certes línies de les grafies (normalment verticals). Aquesta tipografia s'utilitza habitualment per a denotar conjunts numèrics com els nombres naturals ({\displaystyle \mathbb {N} }), els nombres enters ({\displaystyle \mathbb {Z} }), els nombres racionals ({\displaystyle \mathbb {Q} }), els nombres reals ({\displaystyle \mathbb {R} }) i els nombres complexos ({\displaystyle \mathbb {C} }).